# Christian Goux (dessinateur)
Pour les articles homonymes, voir Christian Goux et Roumégoux.
 (janvier 2025).
Christian Roumégoux (né à Castres le 13 novembre 1946), connu sous le pseudonyme de Christian Goux, est un auteur de bande dessinée jeunesse français.

## Biographie
Après des études d’architecture, puis d’archéologie romaine à Toulouse, il se lance dans la bande dessinée. Il travaille pour l'édition dominicale de La Dépêche du Midi et publie ses premières pages dans le fanzine Haga, pour lequel il a met en scène le personnage de Monsieur Haga, et le magazine Submarine. Il publie Paul et Léon, une BD fantastique.
À Paris, il participe à la création de Podium, le magazine lancé par Claude François. Il réalise pour ce titre plusieurs mini-récits et de nombreuses illustrations.
En 1979, il entre au journal Tintin avec le personnage de Saucisson Smith (deux albums parus aux éditions Garnier). Devenu rédacteur en chef de l’édition française de Tintin, il crée Tintin Story et les Archives de Moulinsart : un hommage à Hergé, dont il a été l'un des premiers biographes. Il écrit également le scénario de Harry Plaxon, dessiné par François Dimberton. 
Après avoir travaillé sur des scénarios de Didier Convard, il entre aux éditions Dargaud, où il crée La Chanson de Sigale, dans un style qualifié de « ligne claire méridionale »[réf. nécessaire].
Pour les éditions Faton, il imagine et dessine les aventures de Sylvestre et Caroline (dans Le Petit Léonard) et Les Chandefouille (dans Arkéo Junior).
Longtemps, Christian Goux a réuni mensuellement un groupe d'amis auteurs de BD au Saucisson-Club à Paris, en référence à son personnage Saucisson Smith.

## Œuvres

### Albums
- La Belle Armande - éditions du Fourneau, 1966
- Paul et Léon - Haga, 1969
- Saucisson Smith (texte et dessin)

1. La Tour des fumées grises - Garnier, 1978
2. Le Cimetière des oiseaux - Garnier, 1979
3. L'Ogre de califourchon - Regards, 2009 ; pré-publication dans Tintin
4. Au Pays des Yaourts valseurs - Regards, 2009 ; prépublication dans Tintin

- Manivelle et le Camélécamion (texte et dessin) - Regards ; prépublication dans Pif Gadget (1979-1985)

1. Les Exploits de Manivelle (2013)
2. Manivelle contre les Patch (2014)
3. Les Voyages de Manivelle (2014)
4. Le Retour de Manivelle (2014)
5. Les Amis de Manivelle (à paraître)

- Les Nouvelles Aventures de Fripounet et Marisette d'après René Bonnet (dessin ; texte de Didier Convard) - éditions Fleurus

1. Le Mystère du clair de lune (1986)
2. La Nuit du sanglier (1987)
3. Le Chant du sorcier (1987)
4. Le Chevalier oublié (1988)

- Les Aventures d’Henri-Georges Midi (dessin ; texte de Convard) - éditions Glénat

1. Les Sept Morts de Mlle Harington (1989)
2. L’aigle chantera trois fois (1990)
3. Les Cinq Lumières de Varek (1991)

- La Chanson de Sigale (texte et dessin) - éditions Dargaud

- Aiguesieste (1993)

- Paris la douce (1994)
- L’Élixir du révérend frère Pistou (à paraître)

- La Vie venue d'un autre (dessin) - éditions du Lions Club, 1995
- Sivoman (dessin) - éditions du CGHG, 1999
- Avec Saint Louis (dessin ; texte de Louis-Bernard Koch) - éditions du Triomphe, 2010
- Le Fulgurateur Roch (texte et dessin)  d'après Jules Verne - Regards, France, 2012 ; Pan Pan, Belgique, 2013
- Césaire d'Arles (dessin ; texte de Louis-Bernard Koch et Marie-Josée Delage) - éditions du Triomphe, 2013
- Le Chien des Baskerville (texte et dessin) d'après Arthur Conan Doyle - Pan Pan, 2014
- La Grande Guerre racontée aux enfants (dessin ; texte de Guy Lehideux) - éditions du Triomphe, 2014
- La Seconde Guerre, racontée aux enfants - Tome 1 et 2 (dessin ; texte de Guy Lehideux) - éditions du Triomphe, 2015/2016
- Petites Histoires de l'Art, racontées aux enfants - (dessin ; scénario ; texte) - éditions du Triomphe, de 2017/2018
  1. Tome 1 : Mythologie et Antiquité
  2. Tome 2 : Du Moyen Age à la Renaissance
  3. Tome 3 : L'Age d'Or..de Véronèse à Mozart
  4. Tome 4 : Vers l'épopée du XIXème siècle
  5. Tome 5 : La Belle Epoque, de Corot à Matisse

- Les Châteaux forts, racontés aux enfants, (dessin) - éditions du Triomphe, 2019
- Aventuriers et Explorateurs, 3 tomes racontés aux enfants (dessin ; texte de Guy Lehideux) - éditions du Triomphe, 2020
- L'homme qui arrosait son pied - éditions Regards, 2023
- Tu t'es pas peigné - éditions Regards, 2023
- Poil de carotte, d'après Jules Renard - éditions Regards, 2024
- Café du Rond-Point (texte et dessin) - (à paraître)

### Scénarios
- L'Agence Explorax (texte ; dessin de Clod) - Pif Gadget, 1981
- Harry Plaxon (texte ; dessin de Dimberton) - Tintin, 1981
- Fanny, Raf et Angelo (texte ; dessin de Olivier Schwartz) - éditions Milan

1. Le Testament du docteur Zèbre (1986)
2. Les Calanques de l'enfer (1987)

- Plume et Polka (texte ; dessin de Kab) - éditions Milan

1. Un beau timbre bleu (1986)
2. Le Moulin à musique (1987)

### Illustrations
Romans illustrés
- J'étais enfant en 1936 (dessin ; texte de Roger Bodier) - éditions du Soleil au cœur, 1996
- Dadou (dessin ; texte de Daniel Plaguet)

Illustrations scolaires
- L'Anglais en 6e - Hatier, 1996
- L'Année de maternelle - Hatier, 1997

Jeux illustrés
- Jeux d'observation dans Winnie Magazine - Disney Hachette Production, 1998
- Dioramas Mickey - Disney Hachette Production, 1998
- Saucisson gags - éditions Gavroche, 2000